# Trophaeastrum patagonicum
Trophaeastrum patagonicum là một loài thực vật có hoa trong họ Tropaeolaceae. Loài này được (Speg.) Sparre miêu tả khoa học đầu tiên năm 1991.